# ワシントン・ナショナルズ
ワシントン・ナショナルズ (英語: Washington Nationals、略称: WSH、ナ軍) は、メジャーリーグベースボール（以下、MLB）ナショナルリーグ東地区所属のプロ野球チーム。本拠地は、ワシントンD.C.にあるナショナルズ・パーク。Nats（ナッツ）と略されることもある。
2004年までは「モントリオール・エクスポズ（英語: Montreal Expos、略称: MON、エ軍）」の名で、カナダケベック州モントリオールを本拠地としていた。由来は、1967年モントリオールで開催された万国博覧会「Expo '67」。2005年にアメリカ合衆国のワシントンD.C.に移転したことにより、現在ではアメリカ国外に拠点を置くMLB球団はトロント・ブルージェイズのみとなった。

## 球団の歴史

### ワシントン・ナショナルズ
「ナショナルズ」の愛称は南北戦争前の1859年にホワイトハウスの職員を中心に結成されたワシントンD.C.最古の野球チーム『ナショナル・ベース・ボール・クラブ』に由来する。19世紀にはワシントンD.C.を本拠地とするいくつもの球団がこの愛称を用いたが、いずれも成績不振から短命に終わってきた。

### エクスポズ時代
現球団はモントリオール・エクスポズとして1969年に創設。アメリカ合衆国以外の国に出来た史上初のMLB球団であった。1969年の結成当初から8年間使用されたジェリー・パークはモントリオール市営の野球場だったが、当初はアマチュア野球の専用グラウンドだったので3000人程度しか収容することが出来なかった。そこで1969年の開幕前に急遽外野席を取り付けるなどしてMLB開催に対応する球場として開場を果たした。ジェリー・パークは当初「ドーム球場が完成するまで使用する」時限契約という形だったが、その後チームの予算が厳しいことから1976年で使用を中止し、陸上スタジアムだったオリンピックスタジアムを野球場に改良して1977年から使用を開始した。
1979年に初のシーズン勝ち越し、1981年に初の地区優勝。しかし、人気低迷に悩まされ、年間観客動員数が100万人を割る年もあった。1990年代前半に若干人気を回復し、1991年シーズンにはデニス・マルティネスがMLB史上13人目の完全試合を達成、記録達成時に実況のデーブ・バン・ホーンが叫んだ「エル・プレジデンテ、エル・パーフェクト！」の台詞はその後のエクスポズファン精神を示す共通語ともなった。しかしこのシーズンの終盤、オリンピック・スタジアムの可動式ドームの構造体の一部が崩落、負傷者こそ出なかったもののオリンピック・スタジアムの存続がエクスポズの大きな問題となり、安全性の懸念からファン離れを起こす事態を招いた。結局、同年11月に可動式ドームを固定式とする安全対策を施し、1992年シーズンにホームグラウンドを持たない「流浪の球団」と化す事態だけは回避できたものの、この改修は応急補修に過ぎず、オリンピック・スタジアムの老朽化問題はその後もチームの動向に暗い影を落とすこととなる。
1994年には途中までナ・リーグ東地区の首位を快走していたものの、MLB選手会の1994年から1995年のMLBストライキのためシーズン自体が中断した。当時のオーナーであるクロード・ブロシューはストライキの結果発生が予想された選手の年俸の大幅高騰を恐れ、シーズン終了後に主力選手の殆どを放出するMLB史上最悪とも言われる「ファイアー・セール」を決行してモントリオールのファンを激怒させ、これを機に再び観客が激減し、二度と客足が戻ることは無かった。皮肉にも、エクスポズが躍進した1981年と1994年はいずれもMLB選手会によるストライキによってシーズンが中断した年であり、このため「ストライキの年には強いエクスポズ」と揶揄されることもあった。
1990年代後半になると、雑多な人種が移民として定住するモントリオールでのエクスポズの人気と知名度は低下の一途を辿っていった。1992年から2001年まで監督を務めたフェリペ・アルーの回想によると、この時期にドミニカ共和国からモントリオールを訪れたアルーの友人の逸話として、1週間の滞在中市井で1度もエクスポズの野球帽を販売する店舗を見つけることが出来なかったこと。エクスポズの試合を観戦するためタクシーでオリンピック・スタジアムに乗り付けたところ、ドライバーがスタジアムの入り口を見つけることが出来ず、周囲にエクスポズの試合が開催されていることを示す看板の類も一切無かったため、結局スタジアムに辿り着けず観戦が行えなかった事などが挙げられている。オーナーとしてのブロシューは、1991年の就任以来一貫して「モントリオールにエクスポズを存続させる」事に固執し、チームの実状を度外視したコストカットやなりふり構わぬスポンサーの獲得等に腐心しており、1994年のファイアー・セールもエクスポズを守る上で致し方の無い選択であったと回想している。ブロシューは「球団創設30周年である1999年までに、モントリオール市内に新球場を建設して移転する」計画も持っており、ケベック州政府と交渉を重ねたが計画は頓挫、これを最後にエクスポズを手放し、MLBから手を引いた。
1999年にオーナーに就任したジェフリー・ローリアは、その手腕から「米国スポーツ史上最悪のオーナーの一人」「MLB史上最も嫌われた男」と呼ばれる事も多い人物で、彼の指揮の下でエクスポズは更なる低迷に喘ぐことになる。同年のローリアの最初の「事績」は、地元放送局に放映権料を吹っ掛けて交渉に失敗した挙句、アメリカ合衆国及びカナダ国内向けの英語中継を行う局を全て失うという事態を招いた事であった。モントリオールはフランス語を母語とする住民が多い特殊な地域だったため、フランス語放送のみが継続したが、これによってエクスポズはモントリオール在住のフランス語話者以外に訴求力を一切持たない球団となり、2000年におけるフランス語放送の放映権料も、MLB最低クラスの球団の10分の1以下という異常事態に発展する。フランス語放送のみしか視聴手段が存在しない事態はエクスポズ最終年の2004年シーズン直前まで続いたが、この間のモントリオール内での知名度の低下もますます進行しており2001年、9月のフロリダ・マーリンズとの3連戦では、3試合の合計観客動員が9000人を割り込むという状況にまで陥った。

ベル・センター（モントリオール）に掲げられているエクスポズのバナー

ローリアはまた、オリンピック・スタジアムに代わる新球場の建設計画においてもモントリオール市やケベック州政府に無理難題を吹っ掛け、「（新球場が公的資金で建設されない限り）我々はここに残ることは出来ない」という放言でファンを呆れさせ、前任のブロシューの時代から進められていたダウンタウン地区にラバット・パークなる新球場を新設するというプランに際しても州政府に強硬な態度を取り続けて計画を頓挫させた挙句、時のケベック州首相ルシアン・ブシャールからは「財政難で州立病院すら一時閉鎖しなければならないのに、公的資金でスタジアムを新設する理由などない。」「そもそもオリンピック・スタジアムの建設費用すら、25年以上滞納したままではないか。」と言い放たれる始末であった。
なお、ローリアは1991年にも創業者オーナーであったチャールズ・ブロンフマンにエクスポズ買収を持ち掛けたが、ブロンフマンは株式持分について無理な要求を繰り返すローリアを嫌悪し、苦肉の策として部下であったクロード・ブロシューにチームの経営権を譲ってMLBから身を引いたという経緯が存在していた。こうしてエクスポズ時代の晩年には深刻な財政難と地元人気低迷に陥り、マイナーリーグの球団よりも年間観客動員数が少ないという異常事態が継続、プエルトリコにて主催試合を行うなどの対策も実施されていた。2002年2月15日にはついにローリアが球団を手放し、新たな買い手も現れなかったため、オーナー不在状態で球団存続の危機に立たされる。そのため、緊急の措置としてMLB機構が1億2000万ドルでローリアから権利を購入し、運営を続けていた。
その後ローリアはエクスポズ売却の利益を元手にフロリダ・マーリンズを買収、エクスポズの球団職員や経営資料・機材一式を丸ごと引き抜いた挙句、フロリダでも相変わらずの「手腕」を発揮したためにマーリンズのファンの間でも「フロリダで最も軽蔑すべき男」という通称で揶揄されることとなった。

### ワシントンへの移転
2004年のモントリオールからの移転に際しては、2008年の完成を目指して建設することになっていた新球場を同市が建設費用を負担することを前提に移転を認める予定だった。しかし、新球場の建設に当たり費用の半額を民間が負担するということを市議会が提案したことで、MLB機構が態度を硬化。一時は移転の白紙撤回も示唆されそうになった。だが、その後、市議会は譲歩案として原則全額を市が負担するが不足分は民間から資金を調達するということで合意し、2004年12月28日に正式にワシントンへの移転が決定した。2005-2007年度はかつてワシントン・セネターズ（現:テキサス・レンジャーズ）やアメリカンフットボール・NFLのワシントン・コマンダース（当時は「ワシントン・レッドスキンズ」、1997年にフェデックスフィールドへ移転）がかつて本拠地とした「ロバート・F・ケネディ・メモリアル・スタジアム」を暫定利用していた。

### ナショナルズ時代
2005年より本拠地をカナダのモントリオールから、アメリカ合衆国の首都ワシントンD.C.に移転。チーム名をワシントン・ナショナルズに改称した。本拠地をモントリオールからワシントンに移したことで観客が大幅に増え、また新球場の建設も決まったことで球団価値が上がった。移転初年は81勝81敗（勝率5割）の成績ながら、地区最下位だった。この年の観客動員数は、エクスポズ時代には届かなかった250万人を超える269万2123人を記録。200万人を超えたのも1983年以来22年ぶりだった。
2006年4月3日にMLB機構は地元の不動産会社を経営するテッド・ラーナーを中心にしたグループに球団を売却することを発表（金額は4億5000万ドル）。5月18日にニューヨークで開いたオーナー会議で、2002年からMLB機構が所有しているナショナルズを売却することを承認し、7月22日に売却された。
2008年には新本拠地ナショナルズ・パークが開場したが、成績は振るわず、32年ぶりにシーズン100敗以上（59勝102敗）を喫して地区最下位。続く2009年も、59勝103敗の成績で地区最下位に沈んだ。 
2009年3月、中南米の若手選手との契約金を横領した容疑と年齢詐称に関わったとして、GM特別補佐のホセ・リホが解任、GMのジム・ボウデンが辞任した。同年のドラフトでは、1巡目（全体1位）でスティーブン・ストラスバーグを指名し、MLBドラフト史上最高の総額1510万ドルで契約を結んだ。

#### 2010年代
2012年9月20日にワシントンを本拠地とするチームとしては1933年のセネターズ（現：ミネソタ・ツインズ）以来79年ぶりとなるポストシーズン出場を決め、10月1日には、地区2位のブレーブスがパイレーツに敗れたため、エクスポズ時代の1981年以来31年ぶり2度目、ナショナルズとなってからは初となる地区優勝が決まった。ディビジョンシリーズでは、前年のワールドシリーズを制したセントルイス・カージナルスと対戦。2勝2敗で迎えた最終戦では、序盤から6点差をつけ、最終回も7対5でリード。勝利まであとストライク1つの場面まで漕ぎつけながら、抑え投手ドリュー・ストーレンの乱調で4失点。7対9で逆転負けを喫して、リーグチャンピオンシップシリーズ進出を逃した。
2014年もリーグ最高勝率で地区優勝したものの、ディビジョンシリーズでワイルドカードゲームの勝者サンフランシスコ・ジャイアンツに1勝3敗で敗退した。
2015年はフリーエージェント(FA)となっていたマックス・シャーザーを獲得し、ジョーダン・ジマーマン、ストラスバーグ、ジオ・ゴンザレス、ダグ・フィスターと合わせてMLB屈指の先発ローテーションを形成し、多くの専門家から地区優勝の筆頭候補に挙げられていた。しかし、シャーザー以外は期待どおりの成績を残せず、野手もMVPを獲得したブライス・ハーパーと新加入のユネル・エスコバー以外は軒並み成績が下降したことが原因で、83勝79敗の地区2位でポストシーズン進出も逃し、前年に最優秀監督賞を受賞したマット・ウィリアムズを筆頭にコーチ陣が解任された。
2016年はナ・リーグ最優秀監督賞3度の実績を持つダスティ・ベイカーを新監督に迎え、シャーザーが最多勝、最多奪三振の2冠を獲得し、2年ぶりの地区優勝。しかし、西地区を制したロサンゼルス・ドジャースとのディビジョンシリーズでは、2勝1敗と先にチャンピオンシップシリーズ進出に王手をかけながら連敗し、2勝3敗で敗退。またしてもリーグチャンピオンシップシリーズ進出を果たすことはできなかった。
2017年も全地区一番乗りで東部地区優勝を果たしたものの、ディビジョンシリーズで前年ワールドチャンピオンのシカゴ・カブスに2勝3敗で敗退となり、10月20日にはベイカー監督の解任が発表された。10月29日に名将ジョー・マドンの右腕だったデーブ・マルティネスの監督就任が発表された。
2018年は開幕前予想では地区優勝は盤石で、ワールドシリーズ制覇の有力候補にも挙げられていた。しかし開幕後は勢いに乗れず、前半戦を勝率.506の地区3位で折り返した。7月17日には球団初主催となるオールスターゲームが本拠地ナショナルズパークで開催された。後半戦も調子は上がらず、82勝80敗・勝率.506の地区2位でシーズンを終え、3年ぶりにポストシーズン進出を逃した。オフには主砲だったブライス・ハーパーがFAとなり、同地区のフィリーズへ移籍した。

#### ワールドシリーズ初制覇
2019年は出だしでつまずき、5月23日時点で19勝31敗、勝率.380の地区4位に沈んでいた。それでも、ナ・リーグで50年ぶりとなる同一チーム3人の200奪三振を達成したマックス・シャーザーとスティーブン・ストラスバーグ、パトリック・コービンの3本柱を筆頭とする先発陣の奮闘もあり、最終的に93勝69敗、勝敗.574で地区2位に付けてワイルドカードを獲得（借金12からのポストシーズン出場は1914年のボストン・ブレーブス以来）。ワイルドカードゲームではミルウォーキー・ブルワーズに8回裏2点ビハインドから逆転勝利し、ワシントンD.C.へ移転後初めてポストシーズンで次のシリーズに勝ち上がった。ディビジョンシリーズは2016年のディビジョンシリーズで負けたロサンゼルス・ドジャースとの対戦となった。このシリーズでは先にドジャースに王手されたものの、第4戦ではエースのシャーザーが力投を見せ、最終戦ではストラスバーグが粘りのピッチングを披露。延長10回のハウィー・ケンドリックによる満塁本塁打が決定打となり勝利し、球団史上2度目となるリーグチャンピオンシップシリーズへ進出した。リーグチャンピオンシップシリーズでは初戦の先発投手アニバル・サンチェスが7回2/3までノーヒットピッチング。二戦目のシャーザーは7回11奪三振無失点。三戦目のストラスバーグは7回12奪三振無失点。四戦目のコービンは4失点したものの、5回12奪三振と力投を見せた。圧倒的な投手力を見せつけ、セントルイス・カーディナルスを4連勝で下し、初のナ・リーグ制覇、そして初のワールドシリーズへ進出。このシリーズのMVPはハウィー・ケンドリックが獲得した。
ヒューストン・アストロズとのワールドシリーズでは先に二勝を飾るも、ホームゲームで三連敗を喫し王手をかけられるが敵地ヒューストンでのアウェーゲームで追いつき逆王手をかけ、シリーズはフルゲームの第7試合までもつれ込んだ。最終第7戦の天王山は6回まで2点をリードされる展開だったが、7回にアンソニー・レンドンのソロとケンドリックの2ランで逆転すると（DHのバッターの最終戦での逆転ホームランは史上初）、8回には4番ソトが適時打を放ち、終盤で鮮やかに試合をひっくり返した。先発のエース、シャーザーは1回から苦しい投球でこの日は4つの四球を与えるなど、毎回走者を背負ったが7安打を浴びながら5回2失点で2番手のパトリック・コービンにつなげ、3イニングを無失点に抑えるなどリリーフ陣がアストロズ打線に反撃を許さず6-2で勝利した。粘り腰のナショナルズが2005年に本拠地をワシントンD.C.に移して以来、1969年創設の前身エクスポズ時代を含め創設51年目にして球団初のワールドシリーズ優勝を果たした。ワイルドカードからの優勝は2014年のサンフランシスコ・ジャイアンツ以来5年ぶり。首都ワシントンD.C.のチームがワールドシリーズ優勝となったのは、1924年のワシントン・セネタース以来95年ぶりの快挙である。なお、ワールドシリーズ最優秀選手にはWS2勝のスティーブン・ストラスバーグが選ばれた。ワールドシリーズで両チームがビジターのみでの勝利という史上初の珍事もあった。シーズン終盤で8連勝と、勢いと粘り強さで勝ち上がってきたナショナルズが創設51年目にして初の栄冠を手にした。なお、この優勝をもって、ワシントンD.C.を本拠地とする北米4大プロスポーツリーグの全チームが優勝を経験したことになった（ワシントン・ウィザーズは1978年にNBAファイナルを、ワシントン・レッドスキンズは1982年、1987年、1991年にスーパーボウルを、ワシントン・キャピタルズは2018年にスタンレー・カップを、それぞれ制覇している）。

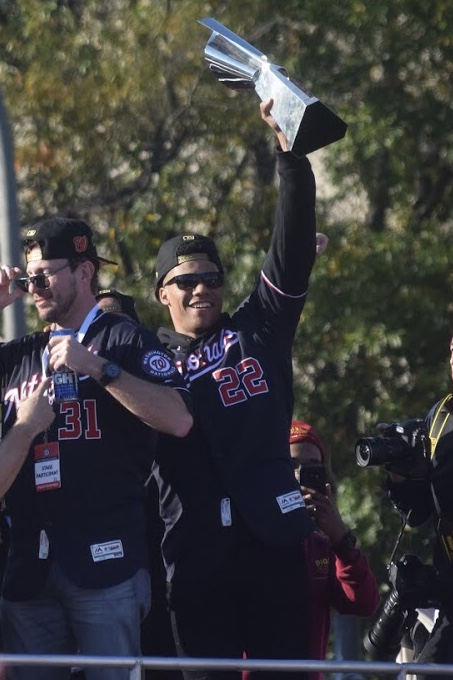
WS優勝パレードでのフアン・ソト(右)とマックス・シャーザー(左)

オフにはストラスバーグと球団史上最高額となる7年総額2億4500万ドルで再契約。一方で野手の主力のアンソニー・レンドンは退団した。

#### 2020年代
2020年は新型コロナウイルス感染症流行の影響で60試合の短縮シーズンに。その中でストラスバーグが怪我で早々にシーズンを終了。チーム防御率はリーグ15球団中13位の5.09を喫し、野手陣も振るわず26勝34敗で地区最下位に沈んだ。それでもフアン・ソトはリーグ史上最年少で首位打者を獲得した。
2021年には再建モードに入り、オールスター後に主力のシャーザー、トレイ・ターナー、カイル・シュワーバーを放出した。この3選手はチーム内でオールスターに選出された4人のうち3人だった。後半戦は勝率.315と大失速し、65勝97敗の地区最下位に終わった。2022年も開幕から低調で、8月2日には主力のソトを大型トレードでサンディエゴ・パドレスに放出。最終のチーム成績は55勝107敗、勝率.340で3年連続の地区最下位だった。
2023年2月14日、オーナーのテッド・ラーナーが逝去した。彼は18年に実質的なオーナーとしては引退し、息子のマークが引き継いでいた。ナショナルズは声明で、「彼の最大の功績は愛する街に野球を復活させたこと」と述べた。

## 選手名鑑

### アメリカ野球殿堂表彰者
- ゲイリー・カーター (Gary Carter)
- アンドレ・ドーソン (Andre Dawson)
- ブラディミール・ゲレーロ (Vladimir Guerrero)
- ランディ・ジョンソン (Randy Johnson)
- ペドロ・マルティネス (Pedro Martinez)
- トニー・ペレス (Tony Perez)
- ティム・レインズ (Tim Raines)
- リー・スミス (Lee Smith)
- イバン・ロドリゲス (Ivan Rodriguez)
- ラリー・ウォーカー (Larry Walker)

### 永久欠番
| 番号 | 選手                                    | ポジション | 備考                 |
| ---- | --------------------------------------- | ---------- | -------------------- |
| 11   | ライアン・ジマーマン（Ryan Zimmerman）  | 三塁手     | 2022年指定           |
| 42   | ジャッキー・ロビンソン(Jackie Robinson) | 二塁手     | 全球団共通の永久欠番 |

#### エクスポズ時代の永久欠番
「エクスポズの永久欠番」という扱いであり、ナショナルズでは現在も使用されている。
- 8 ゲイリー・カーター(Gary Carter)
- 10 アンドレ・ドーソン(Andre Dawson)
- 10 ラスティ・スタウブ(Rusty Staub)
- 30 ティム・レインズ(Tim Raines)

### 歴代所属日本人選手
- 14 伊良部秀輝 (2000 - 2001)
- 55 吉井理人 (2001 - 2002)
- 24, 34 大家友和 (2001 - 2005)
- 16 小笠原慎之介 (2025 -)

## 傘下マイナーチーム
| クラス | チーム                                                                        | 参加リーグ                                            | 提携   | 本拠地                                                                  |
| ------ | ----------------------------------------------------------------------------- | ----------------------------------------------------- | ------ | ----------------------------------------------------------------------- |
| AAA    | ロチェスター・レッドウイングス Rochester Red Wings                            | インターナショナルリーグ Internationa League          | 2021年 | ニューヨーク州ロチェスター フロンティア・フィールド                     |
| AA     | ハリスバーグ・セネターズ Harrisburg Senators                                  | イースタンリーグ Eastern League                       | 1991年 | ペンシルベニア州ハリスバーグ メトロ・バンク・パーク                     |
| High-A | ウィルミントン・ブルーロックス Wilmington Blue Rocks                          | サウス・アトランティックリーグ South Atlantic League  | 2007年 | デラウェア州ウィルミントン ダニエル・S・フローリー・スタジアム          |
| Low-A  | フレデリックスバーグ・ナショナルズ Fredericksburg Nationals                   | カロライナリーグ Carolina League                      | 2005年 | バージニア州フレデリックスバーグ フレッドナッツ・ボールパーク           |
| Rookie | フロリダ・コンプレックスリーグ・ナショナルズ Florida Complex League Nationals | フロリダ・コンプレックスリーグ Florida Complex League | 1986年 | フロリダ州ウェストパームビーチ ザ・ボールパーク・オブ・パームビーチーズ |
| Rookie | ドミニカン・サマーリーグ・ナショナルズ Dominican Summer League Nationals      | ドミニカン・サマーリーグ Dominican Summer League      | 2005年 | ドミニカ共和国 ローリングス・ファンデーション                           |